# Tremont (Maine)
Tremont – miasto w Stanach Zjednoczonych, w stanie Maine, w hrabstwie Hancock.